# Lungo il fiume (film 1992)
Lungo il fiume è un film documentario del 1992 diretto da Ermanno Olmi.

## Trama
Il film è costituito da sequenze che mostrano paesaggi, flora, fauna e alcune attività antropiche lungo il fiume Po, con il sottofondo musicale di brani di musica lirica e classica intervallati dalla lettura di passi biblici.